# Евробарометър
Евробарометър е поредица от статистически проучвания на общественото мнение в Европейския съюз, които европейските институции възлагат във всички страни-членки на Съюза, от 1973 година насам.
От 2007 г. Европейският парламент започва собствена поредица от Евробарометър проучвания. Те обхващат широк кръг от въпроси, като се съсредоточават върху възприятията и очакванията на гражданите за дейността на ЕС и върху основните предизвикателства, пред които е изправен Съюзът.

## Парламентарен барометър
Парламентарният барометър е поръчано от Европейския парламент ежегодно проучване на Евробарометър във всички държави членки на ЕС след 2007 г. То се съсредоточава върху гледищата на европейците за Европейския парламент. Проучванията измерват обществения облик на Парламента и неговата роля, както и доколко гражданите са информирани за него.
На всяка пленарна сесия на членовете на ЕП се предоставя набор от актуални данни на Евробарометър, относно основните теми на сесията, който цели да предостави на членовете на ЕП повече възможности за техните политически и комуникационни дейности чрез навременна и подходяща информация по темите на разискванията.